# Just for Fun (Lele Blade)
Just for Fun è un singolo del rapper italiano Lele Blade, pubblicato il 25 giugno 2021 come unico estratto dal secondo album in studio Ambizione. Il brano vanta la collaborazione del rapper e produttore Yung Snapp.

## Tracce
Testi di Alessandeo Arena e Antonio Lago, musiche di Antonio Lago.
1. Just for Fun (feat. Yung Snapp) – 2:15